# Sjöhästen
För ubåtarna, se HMS Sjöhästen.
Sjöhästen kallas ett skeppsvrak som svenska marinen fann på cirka 100 m djup på Östersjöns botten, i vattnet mellan Gotland och svenska fastlandet, under en övning år 1998. Vid upptäckten filmades vraket med en så kallad ROV. Under 2008 och 2009 genomfördes fortsatta undersökningar med fartyget Pagi. Vid undersökningen gick dykare ner och filmade vraket.

## Skeppskonstruktion
Skeppet har konstaterats vara en så kallad "snaubrigg" från 1700-talet. Det är cirka 26 m långt och 5 m brett och har två höga master. De tolv kanonportarna på skrovsidorna tyder på att man haft kanoner ombord. Det kanske mest spektakulära är den vackra, snidade galjonsfiguren i form av en "glad häst med lockig man", som filmats på vraket.

## Ursprung
Sjöhästens ursprung är okänt. Kanonportar och det begränsade lastrummet tyder på att fartyget kan ha varit ett militärt fartyg i någon nordeuropeisk flotta, snarare än ett renodlat lastfartyg.

## Vrakets nuvarande skick

Side elevation sketch of the unidentified 18th century wreck, called "Sjöhästen" (Sea Horse).

Vraket som vilar på 100 meters djup (102 m på botten), är mycket välbevarat. De två höga masterna står fortfarande upp och på akterns stormast sitter mindre spira. På däcket ligger flera block och taljor som fallit ner från riggen. 

Sketched plan of an unidentified 18th century Snow Brig in the Baltic Sea.